# Darbepoetina alfa
La Darbepoetina alfa (INN) és una forma modificada de eritropoetina que conté 5 canvis d'aminoàcids (N30, T32, V87, N88, T90) que resulta en la creació de 2 nous llocs per a l'addició d'hidrats de carboni lligats a N. Té una vida mitjana sèrica tres vegades més llarga en comparació amb epoetina alfa i epoetina beta. Estimula l'eritropoesi (augmenta els nivells de glòbuls vermells) pel mateix mecanisme que rHuEpo (que uneix i activa el receptor Epo) i s'utilitza per tractar l'anèmia, habitualment associada a insuficiència renal crònica i quimioteràpia contra el càncer. Darbepoetin és comercialitzada per Amgen amb el nom comercial Aranesp .
El medicament va ser aprovat el setembre de 2001 per la Administració d'aliments i fàrmacs dels Estats Units d'Amèrica per al tractament de l'anèmia en pacients amb insuficiència renal crònica mitjançant injecció intravenosa o subcutània. El juny del 2001, l'Agència Europea del Medicament va aprovar aquesta indicació i pel tractament de l'anèmia en pacients amb càncer sotmesos a quimioteràpia.
Reddy's Laboratories va llançar la darbepoetina alfa a l'Índia amb la marca 'Cresp' a l'agost del 2010. Es tracta del primer producte biològic de darbepoetina alfa del món.
La darbepoetina es produeix mitjançant tecnologia d'ADN recombinant en cèl·lules d'ovari de hàmster xinès modificades. Es diferencia de l'eritropoietina endògena (EPO) pel fet de contenir dues cadenes d'oligosacàrids més enllaçades amb N. És una proteïna de 165 aminoàcids que estimula l'eritropoesi.

## Contraindicacions
L'ús de darbepoetina alfa està contraindicat en pacients amb hipersensibilitat al medicament, hipertensió arterial no controlada preexistent i aplàsia pura de glòbuls vermells.

## Efectes adversos
Darbepoetin alfa té advertències als Estats Units per augmentar el risc de mort, infart de miocardi, ictus, tromboembolisme venós, trombosi d'accés vascular i progressió o recurrència del tumor. Per evitar efectes secundaris, es recomana per a pacients amb insuficiència renal crònica o el càncer d'utilitzar la dosi més baixa possible necessari per evitar de glòbuls vermells (RBC) transfusions.
A més dels que apareixen a l'advertència del prospecte, l'ús de darbepoetina alfa també augmenta el risc de problemes cardiovasculars, com ara aturada cardíaca, arrítmia, hipertensió i insuficiència cardíaca congestiva i edema. Un estudi recent ha ampliat aquestes conclusions al tractament de pacients que presenten anèmia relacionada amb el càncer (diferent de l'anèmia resultant de la quimioteràpia). Altres reaccions adverses reportades inclouen un augment del risc de convulsions, hipotensió i dolor toràcic.

## Embaràs i lactància
A Darbepoetin alfa no se li assigna una categoria d'embaràs als Estats Units.
No se sap si la darbepoetina alfa s'excreta a la llet materna.

## Mecanisme d'acció
La darbepoetina alfa s'uneix al receptor de l'eritropoetina de les cèl·lules progenitores eritroides, estimulant la producció i la diferenciació de glòbuls eritrocits.

## Consells de seguretat en pacients amb càncer anèmic
Amgen va enviar una carta de "benvolgut metge" al gener del 2007, on destacava els resultats d'un assaig recent sobre anèmia del càncer i va advertir els metges que consideressin l'ús d'aquesta indicació fora de l'etiqueta amb precaució.
Amgen va assessorar l''Administració d' Aliments i Medicaments dels Estats Units (FDA) sobre els resultats de l'assaig clínic DAHANCA 10. El comitè de seguiment de dades DAHANCA 10 va trobar que el control loco-regional de 3 anys en subjectes tractats amb Aranesp va ser significativament pitjor que en aquells que no van rebre Aranesp (p = 0,01).
En resposta a aquestes advertències, el 9 de març de 2007 , la FDA va publicar un avís sobre salut pública per a metges el 16 de febrer de 2007 sobre l'ús d'agents estimulants de l'eritropoeisis (ESA), com ara epoetina alfa (comercialitzada com Epogen) i darbepoetina alfa. L'assessorament va recomanar la precaució a l'hora d'utilitzar aquests agents en pacients amb càncer que rebin quimioteràpia o quimioteràpia, i va indicar la manca d'evidències clíniques que recolzessin les millores en la qualitat de vida o els requisits de transfusió en aquests entorns.
Segons l'actualització del 2010 a les directrius de pràctica clínica de la Societat Americana d'Oncologia Clínica (ASCO) i la Societat Americana d'Hematologia (ASH), l'ús d'ESA com la darbepoetina alfa en pacients amb càncer és adequat quan es compleixen les estipulacions descrites en l'etiquetatge aprovat per la FDA.

## Societat i cultura
Igual que l'OEP, la darbepoetina alfa té el potencial de ser abusada pels atletes que busquen un avantatge competitiu. El seu ús durant els Jocs Olímpics d'Hivern del 2002 per millorar el rendiment va provocar la desqualificació de les esquiadores de fons Larisa Lazutina i Olga Danilova de Rússia i Johann Mühlegg d'Espanya de les seves carreres finals.

## Economia
Epogen i Aranesp van tenir més de 6.000 milions de dòlars en vendes combinades el 2006.  vendes de Procrit van ser de prop de 3.200 milions de dòlars el 2006. 